# Temi Fagbenle
Tèmitọpẹ Títílọlá Oluwatòbilọba Fagbenle (ur. 8 września 1992 Baltimore) – amerykańska koszykarka, nigeryjskiego pochodzenia, posiadająca także brytyjskie obywatelstwo, występująca na pozycjach silnej skrzydłowej oraz środkowej, obecnie zawodniczka Umana Reyer Wenecja.
13 czerwca 2017 została zawodniczką CCC Polkowice. 18 maja 2018 podpisała kolejną umowę z klubem z Polkowic.
19 grudnia 2019 dołączyła do hiszpańskiej Perfumerias Avenidy Salamanka.

## Osiągnięcia

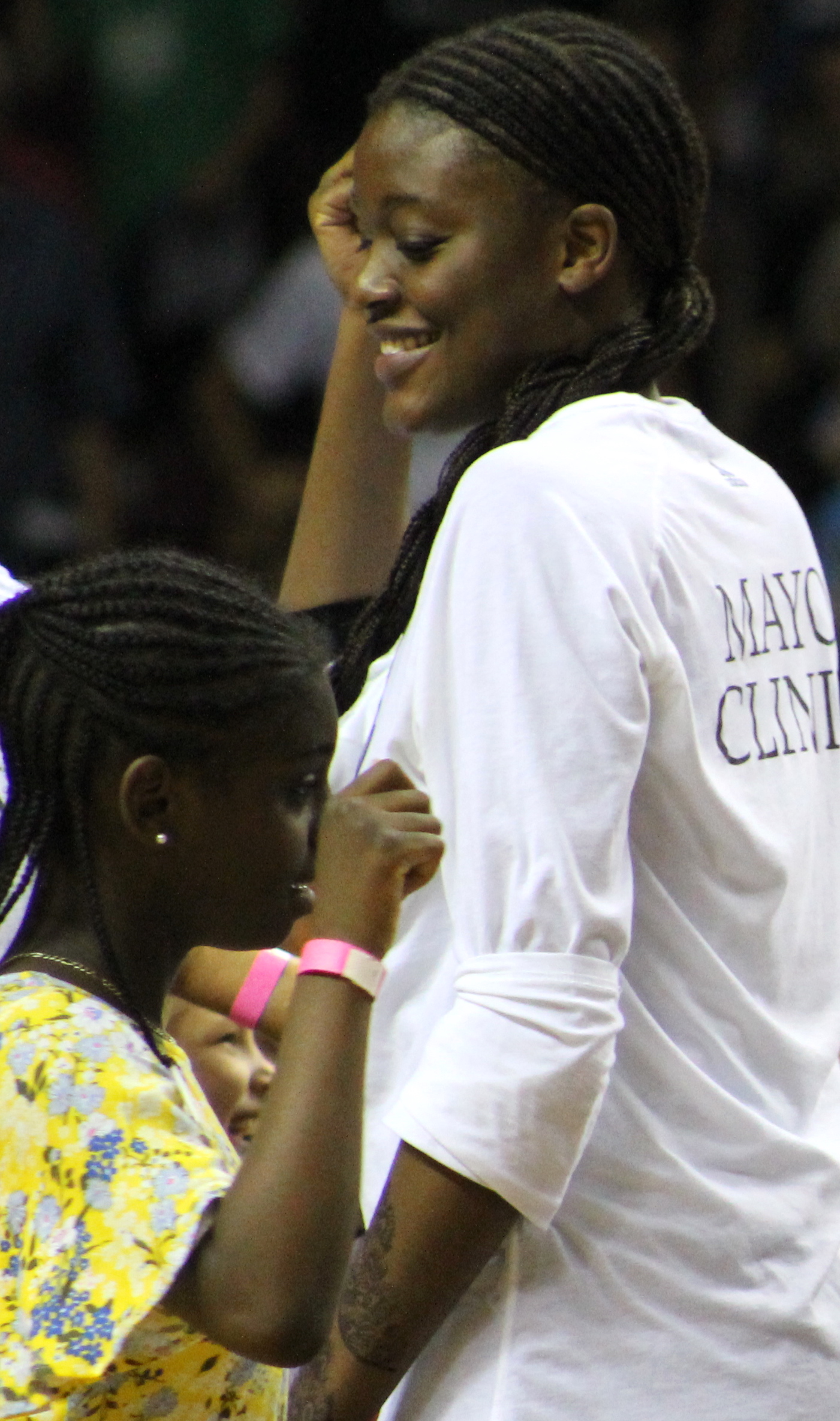
Fagbenle tańcząca z fanką w 2017.

Stan na 20 grudnia 2019, na podstawie, o ile nie zaznaczono inaczej.
NCAA
- Debiutantka roku Ivy League (2013)
- Zaliczona do:
  - I składu:
    - Ivy league (2014)
    - Pac-12 (2016)
    - turnieju:
      - ASU Classic (2013/14)
      - Fordham Holiday Classic (2013/14)
      - San Diego Surf ‘N Slam Classic (2012/13)

  - II składu Ivy league (2013, 2015)

WNBA
- Mistrzyni WNBA (2017)

Drużynowe
- Mistrzyni Polski (2018, 2019)[8]
- Zdobywczyni pucharu Polski (2019)[9]

Indywidualne
- Brytyjska zawodniczka roku U–18 (2010)
- MVP:
  - sezonu regularnego EBLK (2019)[10]
  - finałów Energa Basket Ligi Kobiet (2018)[11]
  - pucharu Polski (2019)[12]
  - miesiąca EBLK (luty 2018)[13]
  - turnieju Blue Star Europe (2011)
- Zaliczona do I składu:
  - EBLK (2018, 2019)[14][15]
  - pucharu Polski (2019)[16]

Reprezentacja
- Uczestniczka:
  - igrzysk olimpijskich (2012 – 11. miejsce)
  - mistrzostw Europy:
    - 2015 – 20. miejsce, 2019 – 4. miejsce
    - U–20 (2011 – 8. miejsce)
    - U–18 dywizji B (2010)
    - U–16 dywizji B (2008)
- Zaliczona do I składu mistrzostw Europy (2019)
- Liderka strzelczyń mistrzostw Europy (2019)